# The Boy and the Heron
The Boy and the Heron (Japans: 君たちはどう生きるか, Kimitachi wa Dō Ikiru ka, How Do You Live?) is een Japanse animatiefilm uit 2023, geregisseerd en geschreven door Hayao Miyazaki en geproduceerd door Studio Ghibli. De Japanse titel verwijst naar de gelijknamige roman Kimitachi wa Dō Ikiru ka (How Do You Live?) uit 1937 van Genzaburō Yoshino, die in de film voorkomt, maar de film heeft een origineel verhaal dat niets te maken heeft met de roman.

## Verhaal
De film heeft autobiografische kenmerken. De hoofdpersoon van de film, Mahito Maki, is gemodelleerd naar de kindertijd van Miyazaki. Miyazaki's vader, vergelijkbaar met die van Mahito, was in dienst van een bedrijf dat zich bezighield met de productie van onderdelen van gevechtsvliegtuigen. Bovendien moest Miyazaki's familie tijdens de oorlog van de stad naar het platteland evacueren. De ziekenhuisbrand aan het begin van de film roept persoonlijke parallellen op met Miyazaki's eigen verlies van zijn moeder, die bekend stond om haar sterke mening en wordt verondersteld een bron van inspiratie te zijn geweest voor verschillende vrouwelijke personages van de regisseur. Mahito's emotionele band met zijn moeder loopt parallel met Miyazaki's diepe genegenheid voor zijn moeder.

## Stemverdeling
| Personage        | Japanse stem    | Engelse stem     |
| ---------------- | --------------- | ---------------- |
| Mahito Maki      | Soma Santoki    | Luca Padovan     |
| De grijze reiger | Masaki Suda     | Robert Pattinson |
| Lady Himi        | Aimyon          | Karen Fukuhara   |
| Natsuko          | Yoshino Kimura  | Gemma Chan       |
| Shoichi Maki     | Takuya Kimura   | Christian Bale   |
| Grootoom         | Shōhei Hino     | Mark Hamill      |
| Kiriko           | Ko Shibasaki    | Florence Pugh    |
| Nobele pelikaan  | Kaoru Kobayashi | Willem Dafoe     |
| De parkietkoning | Jun Kunimura    | Dave Bautista    |

## Productie
Na de release van The Wind Rises hield Miyazaki in september 2013 een persconferentie in Venetië, waarin hij zijn afscheid van de speelfilmanimatie aankondigde, waarbij hij zei: "Ik weet dat ik in het verleden vaak heb gezegd dat ik met pensioen zou gaan. Deze keer ben ik heel serieus. Mijn animatietijdperk is voorbij." Miyazaki veranderde later echter van gedachten nadat hij het werk aan de korte film Boro the Caterpillar (2018) had afgerond en besloot om nog een lange film te regisseren, een beslissing die werd vastgelegd in de Japanse televisiedocumentaire Never-Ending Man: Hayao Miyazaki uit 2016. Hij begon in juli 2016 met het storyboard voor de film en presenteerde de maand daarop een projectvoorstel ervoor.

### Release en ontvangst
The Boy and the Heron ging op 14 juli 2023 in première in de Japanse bioscopen. De film werd in Japan uitgebracht zonder enige traditionele marketingcampagne, zonder trailers of promotionele stills van de film die normaal voor de première worden uitgebracht, met uitzondering van een enkele poster. De beslissing om dit te doen kwam van Suzuki, die ervoor koos om traditionele marketingmethoden te mijden vanwege zorgen over te onthullende filminhoud, als reactie op wat volgens hem een fundamentele voorkeur onder bioscoopbezoekers was voor een meer raadselachtige filmervaring. De film behaalde in Japan een brutowinst van US$ 13,2 miljoen (¥ 1,83 miljard) tijdens het openingsweekend, waarmee het de beste "box office" in de geschiedenis van Studio Ghibli werd en het openingsweekend van Howl's Moving Castle in 2004 van 1,48 miljard yen overtrof.
De film kreeg positieve kritieken van de filmcritici, met een score van 99% op Rotten Tomatoes, gebaseerd op 73 beoordelingen.

## Prijzen en nominaties
De belangrijkste:
| Jaar | Prijs                       | Categorie             | Genomineerde(n)       | Uitslag     |
| ---- | --------------------------- | --------------------- | --------------------- | ----------- |
| 2024 | Academy Awards (Oscars)     | Beste animatiefilm    | Beste animatiefilm    | Gewonnen    |
| 2024 | British Academy Film Awards | Beste animatiefilm    | Beste animatiefilm    | Gewonnen    |
| 2024 | Golden Globes               | Beste film – animatie | Beste film – animatie | Gewonnen    |
| 2024 | Golden Globes               | Beste filmmuziek      | Joe Hisaishi          | Genomineerd |